# ドワールカー

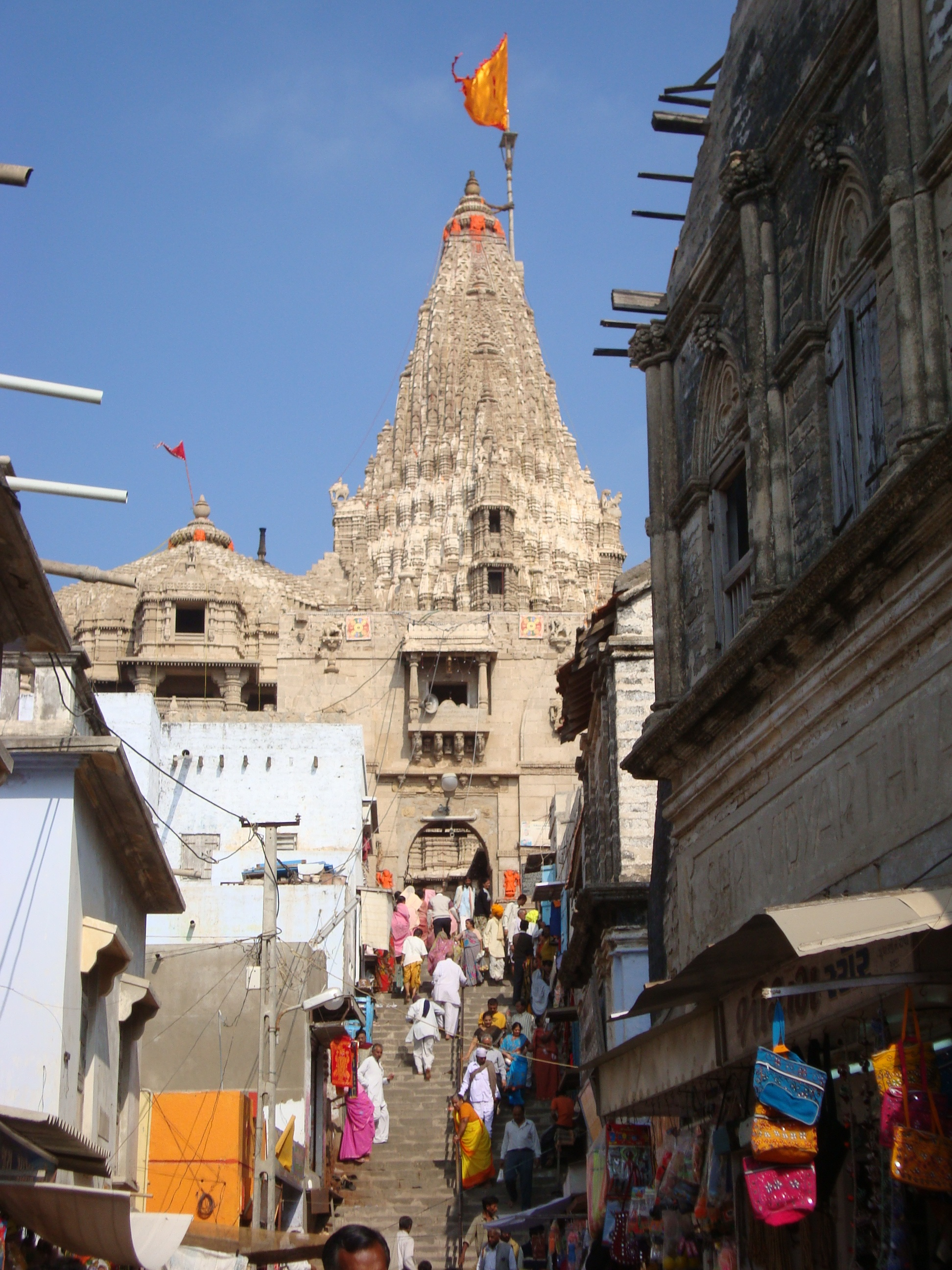
ドワールカーディーシュ寺院

ドワールカー（グジャラーティー語：દ્વારકા、英語：Dwarka）は、インドのグジャラート州、ドワールカー県の都市。ドワーラカーとも呼ばれる。
ヒンドゥー教の七大聖都の一つである。

## 歴史
ドワールカーの名称は叙事詩『マハーバーラタ』に登場するドヴァーラカー（「多くの門の町」の意）に基づいている。ドヴァーラカーはクリシュナが治めたとされ、ヒンドゥー教七大聖都の一つとなっている。
200年頃、ドワールカーディーシュ寺院が建設される。
574年、マイトラカ朝の刻文に初めてドワールカーの名が紹介される。
1857年、ドワールカーはインド大反乱の際に反乱軍に占領されたが、1859年にヴァドーダラー藩王国軍などにより再占領された。